# Royal Company of Archers
La Royal Company of Archers est une unité d'apparat fondé en 1676 qui sert de garde du corps au souverain d'Écosse, un rôle qu'elle a joué depuis 1822 sous le règne du roi George IV, lorsque la compagnie a fourni un garde du corps au roi lors de sa visite en Écosse. Elle est actuellement connu sous le nom de King's Bodyguard For Scotland et se trouve à Édimbourg, la capitale. La Royal Company of Archers a une longue histoire en Écosse en tant que corps qui a célébré à la fois le loisir du tir à l'arc et le talent des archers locaux. En tant qu'organisme créé par le monarque, la société a une longue histoire de prix uniques, de supporters influents et de rôles cérémoniels.

## Histoire
Aux XVIIe et XVIIIe siècles en Écosse, un rassemblement ou rendez-vous militaire, appelé « wapinschaw » (exposition d’armes), avait lieu au moins deux fois par an. Les hommes étaient convoqués par le shérif et d'autres magistrats civils pour participer à un rassemblement dans leurs comtés respectifs au moins 20 jours avant la réunion. Les magistrats civils, conjointement avec les commissaires nommés par le roi, supervisaient ce corps de milice, le divisaient en compagnies et nommaient des capitaines. Les gens de toutes les compagnies étaient obligés de jouer leur rôle à chaque rendez-vous et de se présenter équipés avec un équipement militaire conforme à leurs rangs respectifs. Les seigneurs et les barons étaient tenus de fournir aux magistrats civils et aux commissaires du roi une liste des membres de leur société et des armes qu'ils avaient apportées. Les commissaires ont ensuite compilé une liste de l'ensemble du rassemblement, qui a été présentée au roi.
En utilisant les anciennes lois du wapinschaw, les jacobites formèrent un plan visant à institutionnaliser un corps militaire, sous un prétexte de sports et de loisirs, pouvant être réuni par une autorité à la demande. Une société d'encouragement et d'exercice du tir à l'arc avait déjà été créée en 1676 en tant que club de tir à l'arc privé. Cette société a recherché et acquis le patronage du Scottish Privy Council, qui a fourni un prix pouvant être gagné par les membres de la société. La compagnie était composée de nobles distingués et de messieurs du jour. Le marquis d'Athole fut le capitaine général de la compagnie en 1670; ils ont tenu des réunions fréquentes pendant le règne des frères royaux. Aucune trace de cette société n’existera pendant quelque temps après la Révolution glorieuse. À l'arrivée de la reine Anne et à la mort du marquis d'Athole, ils nommèrent sir George Mackenzie, puis lord Tarbat secrétaire d'État, puis Earl of Cromarty, leur capitaine-général.
Après avoir choisi un nouveau dirigeant, la société obtint de la reine Anne une charte sous le grand sceau d’Écosse, l’établissant comme corporation par lettres patentes du 31 décembre 1713 en une compagnie royale. Ces lettres patentes: ont rétabli et ratifié en leur nom les anciennes lois et lois du Parlement favorisant le tir à l'arc; elles leur ont donné le pouvoir d'admettre des membres, de choisir un président et un conseil, de nommer des officiers supérieurs, et de se réunir et d'agir sous la supervision de leurs officiers sous une forme militaire pour se faire armes, aussi souvent qu'ils le jugeraient opportun; et interdit au magistrat civil d'interrompre leurs activités. Ces droits et privilèges ont été conçus d'après le mode de tenure féodale, et de les maintenir en Blanch fee de Sa Majesté et ses successeurs, reconnaissant donc chaque année une paire de flèches barbelées. La société a inscrit ces droits et privilèges dans sa charte de la reine Anne en 1704. En contrepartie de son « accès perpétuel à tous les mégots, plaines et pâturages publics légalement autorisés à tirer des flèches », la Compagnie royale est tenue de présenter au souverain trois flèches barbelées sur demande.
Le 14 juin 1714, le marquis d'Athole fut nommé capitaine-général de la compagnie, alors qu'il avait déjà 80 ans, et le comte de Wemyss, lieutenant-général, à la tête de 50 archers. À cette occasion, la société a tiré une flèche en argent offerte par la ville d’ Édimbourg à Leith. L'année suivante, la compagnie avait doublé et était dirigée par David Wemyss, 4e comte de Wemyss après le décès du marquis d'Athole.
Après le soulèvement jacobite de 1715, aucun défilé ne fut tenu pendant neuf ans  mais ils reprirent sous James Hamilton, cinquième duc de Hamilton, le 4 août 1724 à Musselburgh. Cependant, après 1734, les défilés publics sont interrompus jusqu'à la fin des guerres napoléoniennes .

## Devoirs et traditions
Les traditions de la société sont liées à sa raison d'être, la compétition de tir à l'arc. Pour ce faire, elle propose 13 prix qui étaient autrefois disputés annuellement. Beaucoup sont conservés jusqu'à aujourd'hui.

### La flèche de Musselburgh
La tradition de tirer avec une flèche en argent Musselburgh Arrow est antérieure à la création de la société, connue sous le nom de petite flèche présentée par la ville de Musselburgh en 1603, et s’inscrit dans la tradition des autres villes d’Écosse. Une nouvelle grande flèche fut présentée en 1713 . Le vainqueur du tir conserve la flèche pendant un an et, en la remettant au prochain vainqueur, ajoute une médaille à la flèche avec une devise personnelle gravée, qui sont toutes conservées par la Société. En 1816, la Compagnie détenait 103 de ces médailles.

### Trois flèches
Dans les années 1820, trois autres flèches sont également présentées par les villes de Peebles (1626), Selkirk (1675)  et Édimbourg.
La flèche d'Édimbourg a été présentée par la ville d'Édimbourg en 1709 et les médailles qui y sont annexées sont en or. Le gagnant a droit à un prix de cinq livres sterling de la ville, mais celui-ci est resté en suspens après 1716.
Edinburgh Arrow est un concours annuel, connu sous le nom de Prix du souverain depuis le 28 juillet 1822, date à laquelle il a été disputé au Bruntsfield Links, situé à proximité. Les règles du prix sont Que le dit Silver Arrow soit tiré sur les rovers de Leith Links, le deuxième lundi de juin de chaque année, à dix heures du matin si le jour est favorable; et sinon, que le tir soit ajourné à la prochaine foire, le lundi suivant. Le 16 juin 2009 a marqué le 300e anniversaire du premier concours organisé par The Edinburgh Arrow.
Les trois flèches sont maintenant représentées sur l’un des étendards. Jusqu'à l'institution du troisième prix, seule une paire de flèches était présentée au souverain sur demande  celle-ci étant désormais portée à trois.

### Le bol et la louche Silver Punch
Le cinquième prix est le bol et la louche Silver Punch, présentés à la société en 1720. Il est également assorti de médailles pour son gagnant. Le bol atteint la valeur de 20 £, et la facture pour sa construction et sa gravure a été portée à 22,13 £. 9d. Il avait comme inscription d'un côté le sceau commun de la Compagnie et de l'autre côté le revers du sceau; et entre ceux-ci, un saint André et l' inscription suivante: « Edimbourg, 20 juin 1720. Le conseil de la compagnie d'archives Royall, à savoir M. David Drummond, Praeses, Thomas Kincaid, John Nairn, James Ross, Robert Lowis, John Lowis, John Carnegy, George Drummond, Tresr., William Murray et James Lowis, greffiers, a ordonné que ce morceau de plaque soit fourni avec le stock de la compagnie et soit tiré pour un tirage annuel. aux porteurs de ladite compagnie, comme le nomme le conseil.

### La médaille des pagodes
Ce prix rapporte une médaille, l'une des deux qui ont été remises à la Compagnie en 1793 par le major James Spens, du 73e Régiment (Royal Highland East Indies).  Elles étaient composées de cinquante « pagodes » et faisaient partie de l'argent effectivement versé par Tippu Sultan aux alliés lors du traité de Seringapatam de 1792.

### Vase en argent et médaille d'or
Un prix du roi George IV, créé par le général John Earl d'Hopetoun et commémorant la visite de 1822, est également proposé chaque année à l'occasion de l'anniversaire du roi ou de la reine, connu sous le nom de prix de commémoration.

### Le prix royal de 20 guinées
Depuis 1677, il existe également un concours pour le prix Royal, pour lequel 20 £ sont attribués à condition que le gagnant contribue au plateau d'argent de la société à la valeur de l'argent reçu de la Couronne. La plaque doit porter les insignes du tir à l'arc.

### Les clairons d'argent
Les neuvième et dixième prix sont une paire de clairons d'argent, l'un présenté à la Compagnie royale par l'un des officiers généraux, sir Henry Jardine, chevalier, et qui a été tiré pour la première fois le 9 avril 1830. La seconde a été présentée plus tard par le garde du corps du souverain .

### Le prix de St. Andrew
La croix de St. Andrew, remise dans les années 1840 par Sir George Steuart Mackenzie, de Coul, à la Compagnie royale, et intitulé « Prix de St.Andrew ».
Les prix ci-dessus ont été disputés à une distance de 180, 185 et 200 verges avec deux cibles ou comme marque de visée, une située à chaque extrémité de la plage.

### Prix de l'oie
Le prix de l'oie était en concurrence depuis 1703 et impliquait une oie vivante, obligeant le gagnant à tuer l'oie lorsque seule sa tête dépassait de la marque. Le gagnant devait être connu comme le capitaine de l'oie pendant une saison. À un moment de l’histoire de la société, cette méthode a été remplacée par l’insertion d’un petit globe de verre d’environ un pouce de diamètre au centre de la butte, qui est un morceau de carton circulaire de quatre pouces de diamètre. Le concurrent dont la flèche brise pour la première fois le globe est déclaré «capitaine de l’oie» pour l’année et reçoit l’autre médaille d’or remise par le major Spens.

### La médaille d'or
C’est la compétition la plus souvent récompensée, la compétition se déroulant trois fois par an pendant trois jours à chaque fois.

### Règlement de compétition

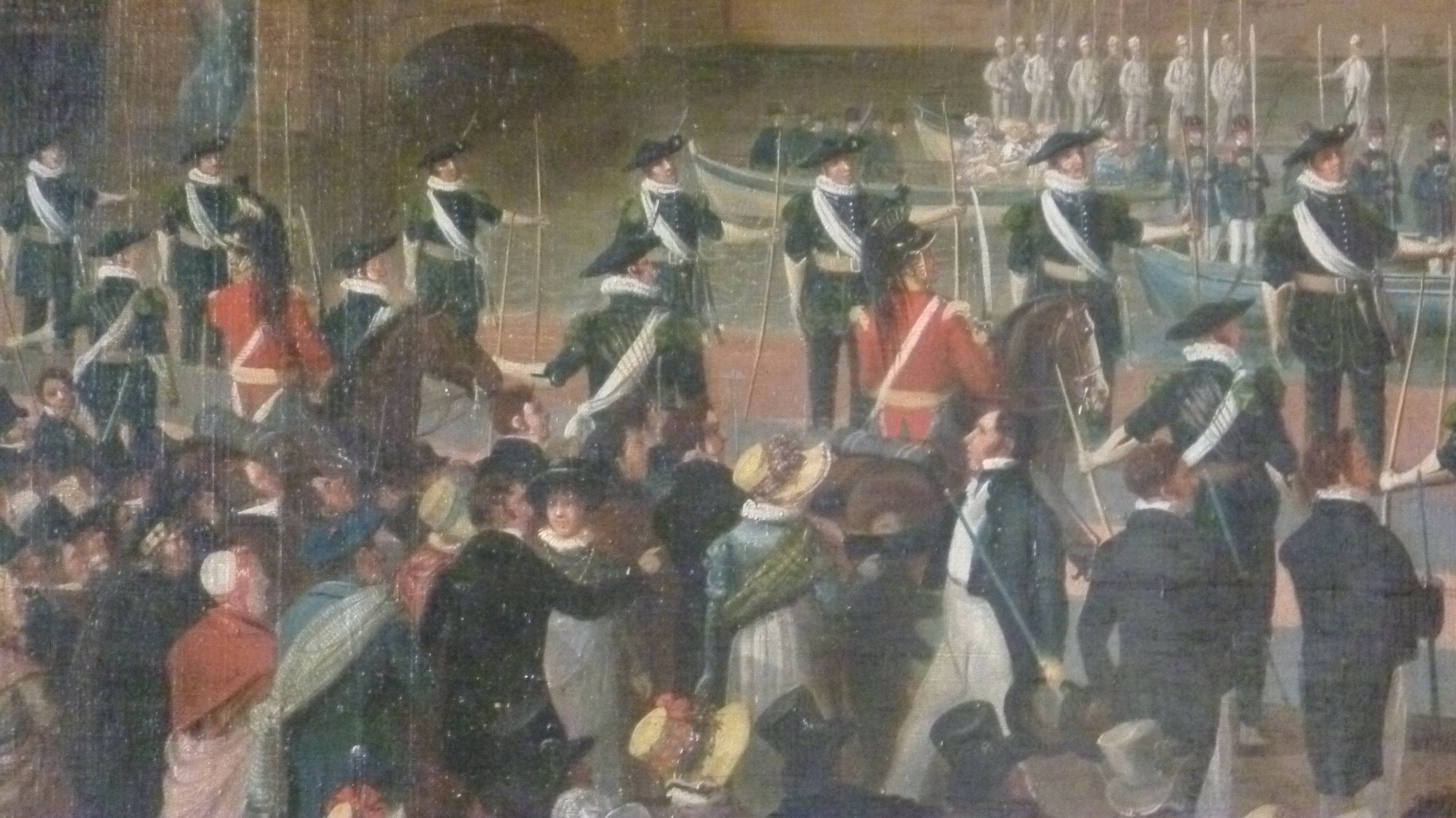
Les membres de la compagnie défilent au débarquement du roi George IV à Leith en 1822. Détail d'un tableau d' Alexander Carse.

Les règles et règlements de la Royal Company of Archers n'ont jamais été imprimés et, de fait, jamais achevés. La société peut donc être considérée comme « sans loi » lorsqu'elle se trouve dans l'enceinte de son lieu de tir.
Les tâches principales de la compagnie sont maintenant rituelles et, depuis la nomination de 1822 à la « Garde du corps du souverain en Écosse » pour la visite de George IV à Édimbourg  elle assiste notamment à diverses fonctions du souverain lors de la visite royale annuelle en Écosse lorsque le souverain s’approche à moins de cinq miles d’Édimbourg, y compris des investissements de l’ Ordre du Chardon à la High Kirk of Edinburgh ( Cathédrale St Giles), la Royal Garden Party et la cérémonie des clés au palais de Holyroodhouse et la présentation de nouvelles couleurs Régiments écossais. La maison Holyrood fournit la garde d’honneur du couloir.
La compagnie arrive à la maison de Holyrood en marchant à midi, précédée de son groupe de cornemuses et de tambours, et tenant les arcs non bandés dans sa main droite. Au début, ils occupaient les colonnades de la façade. 

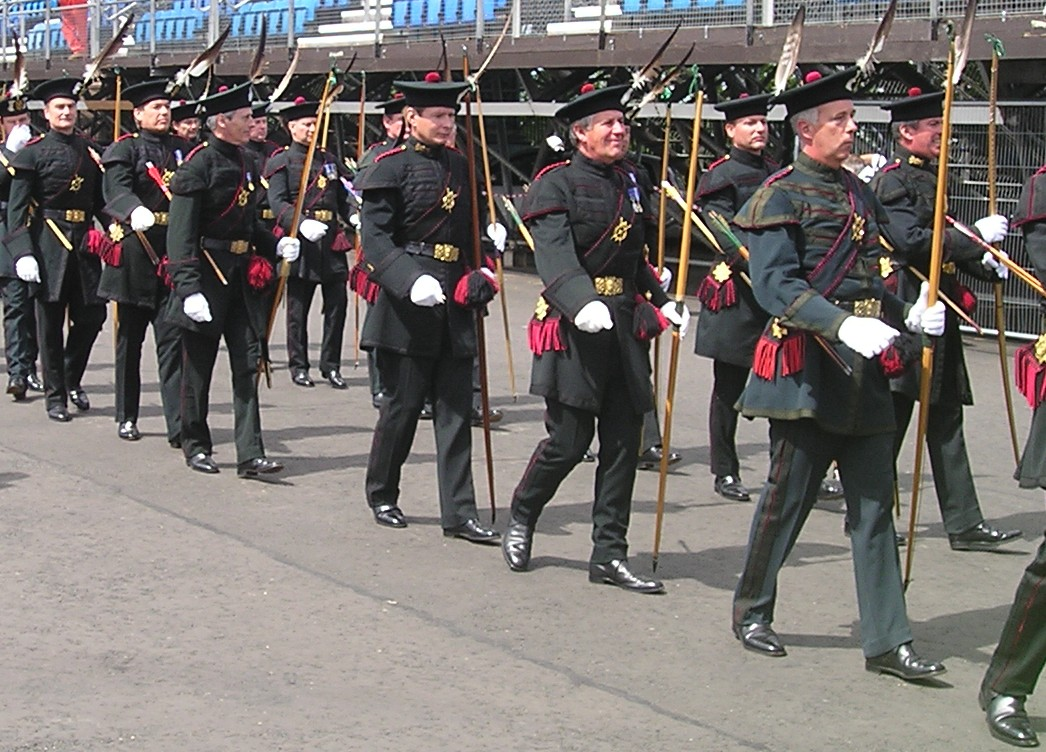
The Royal Company of Archers à l'extérieur du château d'Édimbourg

La compagnie a une marche, la marche des archers composée par Allan Ramsay, qui a été jouée à des occasions spéciales. 
| Sound, sound the music, sound it, Let hills and dales rebound it, Let hills and dales rebound it In praise of Archery. Used as a Game it pleases, The mind to joy it raises, And throws off all diseases Of lazy luxury. | Now, now our care beguiling, When all the year looks smiling, When all the year looks smiling With healthful harmony. The sun in glory glowing, With morning dew bestowing Sweet fragrance, life, and growing To flowers and every tree. | Tis now the archers royal, An hearty band and loyal, That in just thought agree, Appear in ancient bravery, Despising all base knavery, Which tends to bring in slavery, Souls worthy to live free. | Sound, sound the music, sound it, Fill up the glass and round wi't, Health and Prosperity To our great chief and officers, To our president and counsellors, To all who like their brave forbears Delight in Archery. |

## Organisation
La Royal Company of Archers a son siège à Buccleuch Street, Edimbourg, dans le Hall des Archers. La construction a commencé le 15 août 1776 et a été achevée par Alexander Laing en 1777. La salle a été agrandie en 1900 par AF Balfour Paul et récemment rénovée. La salle comprend une pièce de quarante pieds sur vingt-quatre et dix-huit pieds de haut; deux salles de dix-huit sur dix-neuf et cuisine, caves, hall et autres appartements. Le sol derrière la maison est aménagé dans un green de bowling, connu sous le nom de The Meadows ou Hope Park, un lieu dérivé du nom de Sir Thomas Hope  qui l'a drainé et converti en terrain de tir à l'arc, géré par le Edinburgh Bowling Club. La salle sert de lieu pour divers dîners et réunions de la société.
Les affaires de la Société sont gérées par un président et six conseillers, choisis chaque année par l'ensemble des membres. Le Conseil est investi du pouvoir de recevoir ou de rejeter les candidats à l'admission et de nommer les officiers civils et militaires de la société.
La structure de l'organisation est divisée entre responsables (dont un secrétaire, actuellement David Younger) et des membres. Par ordre d'ancienneté, les officiers comprennent un capitaine général, quatre capitaines, quatre lieutenants, quatre enseignes et douze brigadiers.
Sur les 50 membres de départ, le nombre de corps d'armée s'élevait à environ 1 000 à la fin du XVIIIe siècle, mais il ne dépassait pas 500 dans les années 1930. Le capitaine général est le bâton d'or pour l'Écosse. En réalité, le nombre de membres est plus élevé que celui d’un bataillon d’infanterie légère de rang inférieur à un effectif réduit de trois compagnies  plutôt qu’une compagnie  et équivaudrait davantage au régiment de l’armée britannique.
Tous les officiers des archers ont le rang de général et les soldats du corps d'armée à la cour, en qualité de colonels. 

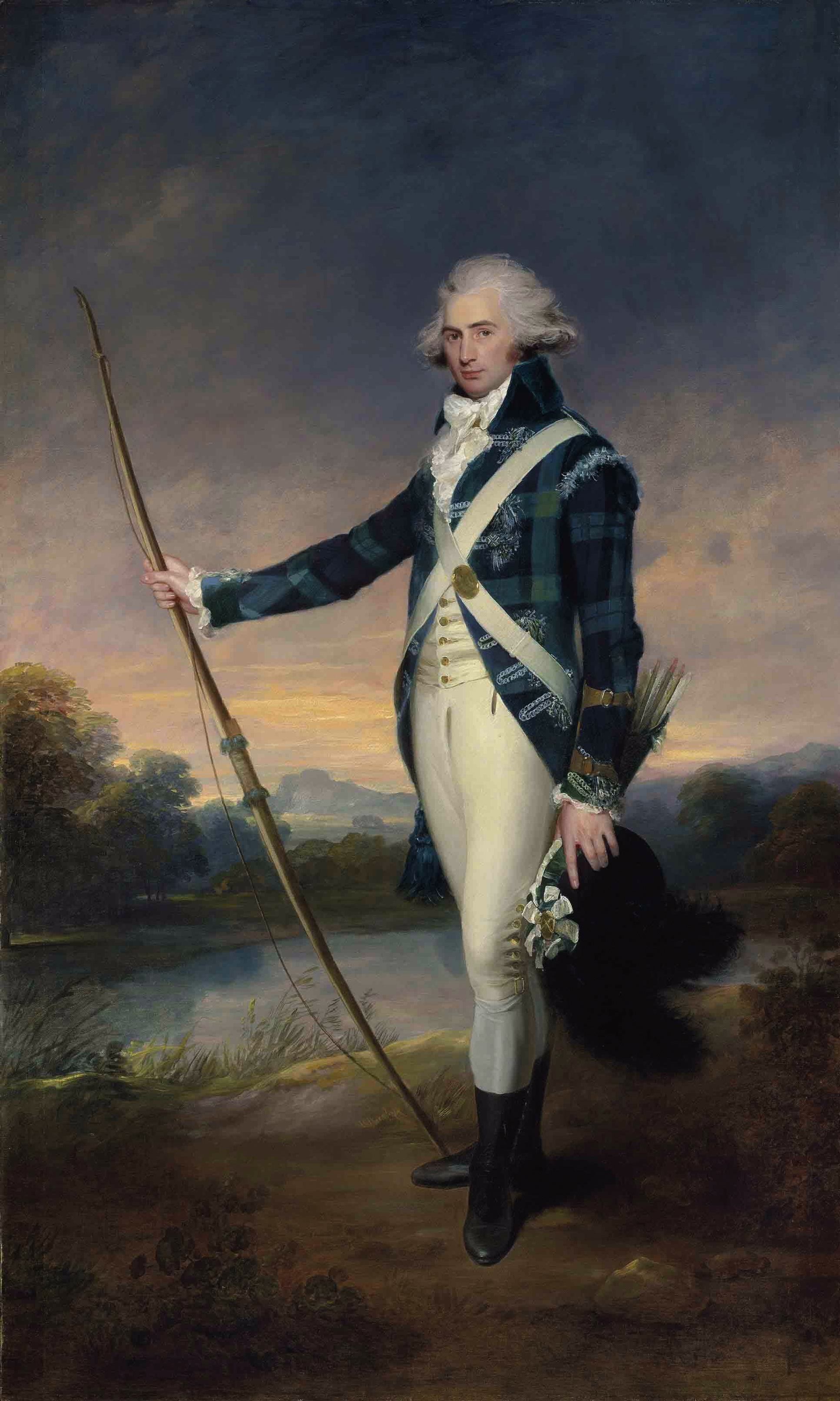
George Douglas, 16e comte de Morton, dans la tenue de la Royal Company of Archers aux, tenant un arc long et une casquette à la plume noire à la plume noire, à Holyrood Park, avec Duddingston Loch et le château d'Édimbourg au-delà. (William Beechey)

Les membres de la Compagnie royale doivent être des hommes et des écossais ou avoir de solides relations écossaises. L'adhésion est par élection; le nombre actuel de membres est d'environ 530, avec une liste active de quelque 400 membres qui paient une cotisation annuelle de 25 £.

## Normes de l'entreprise

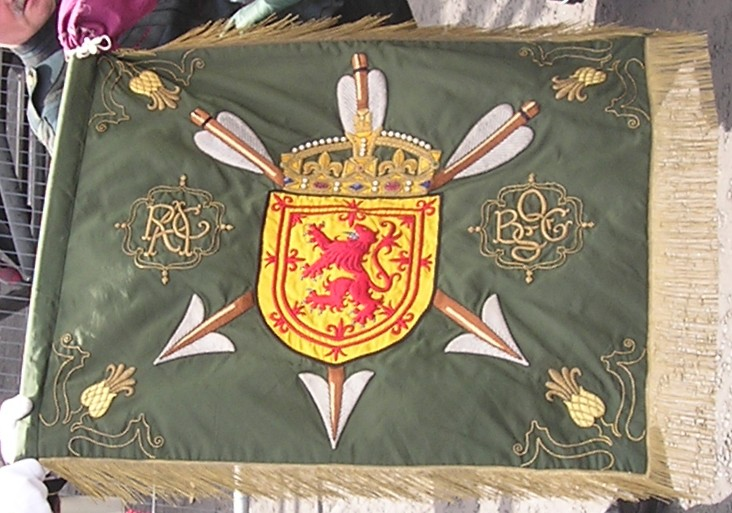
Un des étendards actuels de la Royal Company of Archers

La société a deux étendards. Le premier avec d'un côté Mars et Cupidon, entourés d'une couronne de chardons, porte cette devise: En paix et en guerre. De l'autre côté, un if, avec deux hommes vêtus et équipés en archers, entourés de l'ancienne devise: Dal gloria vires (La gloire donne de la force). L'autre étendard a d'un côté, un lion; sur le dessus, un chardon et une couronne, avec la devise: Nemo me impune lacessit (personne ne me provoque impunément). De l'autre, saint André sur la croix en argent; au sommet, une couronne, avec la devise: Dulce pro patria periculum (le danger est doux pour son pays).
Les trois flèches de la norme ont été ajoutées après l’introduction d’un vainqueur à la troisième place du concours depuis 1720.

## Uniformes
La Royal Company of Archers a la particularité d’être le premier corps militaire au service de la Couronne britannique à avoir adopté le tartan dans son uniforme.
L'uniforme original du corps d'armée semble avoir été une « tenue de tir » composée d'un tartan, doublé de blanc et garni de rubans verts et blancs; une ceinture blanche, avec des toiles vertes; et un bonnet bleu avec une croix de Saint-André, un manteau en tartan, une culotte au genou et un gilet blanc; et un « uniforme commun », dont le manteau était « une robe verte orthographiée ». Le tartan était à la mode à cette époque et exprimait un sentiment anti-unioniste et pro-jacobite et nombre de ses membres étaient connus comme jacobites.
De 1713 à 1746, un ensemble de tartan rouge a été utilisé pour l'uniforme, mais le choix du tartan n'a pas été réglé de manière satisfaisante, bien qu'il soit censé être inspiré de celui porté par le prince Charles Edward Stuart. Après la bataille de Culloden 36, l'acte de proscription adopté par le Parlement qui « interdisait la confection ou le port de draps de tartan » avait été abrogé et, à partir de 1783, il avait été porté à nouveau. Cependant, en 1789, le tartan rouge a été rejeté au profit du Black Watch. En 1734, le couvre - chef porté par le corps était un plat bonnet orné de plumes vertes et blanches. Jusqu'en 1823 (et peut-être plus tard), la compagnie royale des archers portait encore le tartan.
Vers la fin du XIXe siècle, lorsque la reine Victoria inaugura la Glasgow Exhibition, les Scottish Bodyguard de Sa Majesté portaient leur tunique vert foncé (anciennement du tartan Black Watch), avec des galons noirs et une étroite bande de velours cramoisi au centre; ailes d'épaules et poignets à poignets pareillement garnis; pantalon vert foncé à rayures noires et cramoisies; un étui à nœud porté comme une ceinture, orné de deux flèches formant une croix de Saint-André surmontée d'une couronne; une ceinture en cuir noir avec un fermoir en or richement ciselé; une courte épée romaine à la tête dorée, semblable à celle d'un homme de bande anglais; Bonnet de montagne avec le chardon et une ou plusieurs plumes d’aigle.
Leur uniforme jusqu’à la Seconde Guerre mondiale consistait toutefois en une robe de cour en vert brodée d’or, et un bicorne orné d’un plumet de plumes de coq noir. La tenue des officiers est brodée d'or et leur rang est indiqué par deux ou, dans le cas du capitaine, par trois, les plumes étant portées sur le capot. La tenue de combat du corps est une tunique vert foncé à facettes pourpres, épaules et poignets à manchettes, pantalon vert foncé garni de noir et de pourpre, un étui à nœud porté dans la même couleur que le manteau, ceinture noire avec une épée, une casquette des Highlands avec un ornement de chardon et une ou plusieurs plumes d’aigle, et un couteau de chasse. L'arme portée avec cet uniforme est l'épée.

## Capitaines Généraux

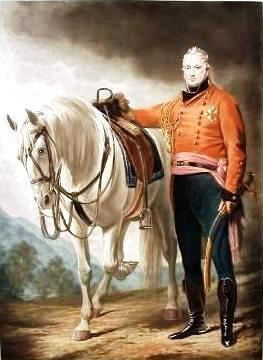
Officier compétent et vétéran des guerres napoléoniennes, John Hope, 4e comte de Hopetoun, redynamisa la Compagnie royale des archers et l'aida à prendre le rôle qu'elle occupe depuis la visite du roi George IV à Edimbourg en 1822.

- 1676–1703 : John Murray, 1er marquis d'Atholl
- 1703-1714 : George Mackenzie, 1er comte de Cromartie
- 1715-1720 : David Wemyss, 4e comte de Wemyss
- vacant
- 1724-1743 : James Hamilton (5e duc de Hamilton)
- 1743-1756 : James Wemyss, 5e comte de Wemyss
- 1756-1778 : Charles Douglas, 3e duc de Queensberry,
- 1778-1812 : Henry Scott, 3e duc de Buccleuch
- 1812-1819 : Charles Montagu-Scott, 4e duc de Buccleuch
- 1819-1823 : John Hope, 4e comte de Hopetoun
- 1824–1830 : James Graham (3e duc de Montrose)
- 1830-1838 : George Ramsay, 9e comte de Dalhousie
- 1838–1884 : Walter Francis Montagu-Douglas-Scott, 5e duc de Buccleuch
- 1884-1914 : William Montagu-Douglas-Scott, 6e duc de Buccleuch
- 1914–1935 : John Montagu-Douglas-Scott, 7e duc de Buccleuch
- 1935-1953 : Sidney Buller-Fullerton-Elphinstone, 16e Lord Elphinstone
- 1953-1961 : John Dalrymple, 12e comte de Stair
- 1961-1973 : Walter John Montagu-Douglas-Scott, 8e duc de Buccleuch
- 1973-1988 : John Dalrymple, 13e comte de Stair
- 1988–1996 : Ronald Colville, 2e baron Clydesmuir
- 1996–2004 : Sir Hew Fleetwood Hamilton-Dalrymple, 10e baronnet
- 2004 – présent : David Ogilvy, 13e comte d'Airlie

## Membres notables
Au fil des ans, la compagnie comptait des soldats, des scientifiques, des avocats et des politiciens.
- Ronald Craufurd Ferguson (1773-1841) et son frère Robert Ferguson de Raith (1770-1840), sujets du tableau Les Archers (1789 ou 1790), de Henry Raeburn (1756-1823). (Collection: Galerie Nationale)
- Walter Scott (1771-1832)
- Henry Raeburn (1756-1823)
- Patrick Johnston Ford, 1er baronnet 1877-1945
- Angus Ogilvy (1928-2004), époux d'Alexandra de Kent .
- Robin Orr Blair, (1940–), Lord Lyon, roi des armes d'Écosse
- William Johnstone "Tony" Keswick, Taipan de Jardine, Matheson & Co., chef exécutif des opérations spéciales de la Seconde Guerre mondiale (SOE), directeur de la Compagnie de la Baie d'Hudson et de la Banque d'Angleterre .
- Charles Jauncey, Baron Jauncey de Tullichettle, Law Lord .
- Lachlan Hector Charles Maclean, 12e Baronnet de Duart et de Morvern, (né le 25 août 1942) est le 28e chef du clan Maclean.
- Merlin Hay, 24e comte d'Erroll (1948–1948), membre du conseil arbitral de la Chambre des lords, chef du clan écossais Hay et héréditaire du Lord High Constable of Scotland .
- James Charles Macnab de Macnab (1926-2013), chef du clan Macnab [29]
- Alan Cuthbert
- James Duff, Edimbourg, Auteur: Bows and Arrows, 1927, Jersey City, archetier et fletcher du New Jersey
- Maxwell Ian Hector Inglis, neuvième baronnet (1903-1974), baronnet de Gairloch, seigneur lieutenant de Midlothian [30]
- Brick. Patrick Sholto Douglas (1912-1977)
- Paul MacKenzie (médecin) (1919-2015), lauréat de 27 trophées
- Malcolm Robert Wallace de cet Ilk (1921–1990)
- Alastair Bruce de Crionaich, 1960, héraut royal au Collège des armes et officier de l'ordre de Saint-Jean .
- Donald Seymour Erskine de Cardross et Carnock 1925-2017